# Нафталі Імбер
Нафталі Герц Імбер (англ. Naftali Herz Imber, їд. נפתלי הערץ אימבער; нар. 27 грудня 1856, Золочів — пом. 8 жовтня 1909, Нью-Йорк) — єврейський поет, автор тексту «га-Тікви», державного гімну Ізраїлю.

## Біографія
Народився в Галичині, в Золочеві (тоді Королівство Галичини і Володимирії, Австрійська імперія), нині місто Львівської області в Україні. 
Перший вірш на івриті написав у 1866 році, навчаючись у хедері. За поему, присвячену сторіччю приєднання Буковини до Австро-Угорщини, отримав нагороду від імператора Франца Йосифа I. У тому ж році Імбер, який вважався вільнодумцем, утік від нападок хасидів до Бродів, де під впливом реформатора юдаїзму, письменника Авраама Крохмаля та уродженця Бродів, єврейського науковця Хешла Єгошуа Шора став прихильником просвітницької течії «Гаскала».
У молодості подорожував по Угорщини, Сербії, Румунії.
У 1882 році переїхав до Палестини як секретар лорда Лоуренса Оліфанта з єврейських питань.
У перший збірник віршів, виданий в Єрусалимі в 1886 році під назвою «Баркаї» (івр. ברקאי, «Ранкова зірка»), увійшов і вірш «Тікватейну» (івр. תקוותנו, «Наша надія»), перший начерк якого був зроблений в Яссах (Румунія) в 1877 (за іншими джерелами, в 1876 або 1878). Саме цей вірш став текстом майбутнього гімну сіоністського руху і держави Ізраїль.
У 1887 році він повернувся до Європи, але незабаром опинився в Бомбеї. У 1888 році приїхав до Лондона, де близько зійшовся з єврейським письменником Ізраелем Зангвілом. Імбер навчав його івриту і брав у нього уроки англійської. Імбер став прообразом жебрака поета в двотомному романі «Діти гетто» Зангвіла, який першим переклав на англійську мову широко відомі «Га-Тікву» і «Мішмар га-Ярденіт».
У 1892 року Імбер переїхав до США, де об'їздив усю країну. Писав англійською мовою твори про каббалу і Талмуд, переклав на іврит (з англійського перекладу) частину «Рубаї» Омара Хайяма, видану під назвою «Га-кіс» («Келих», 1905). За життя Імбера вийшли друком ще дві збірки його віршів — «Баркай га-хадаш» (івр. ברקאי החדש, «Нова ранкова зоря», Золочів, 1900) і «Баркай га-шліші» (івр. ברקאי השלישי, «Третя ранкова зоря», Нью-Йорк, 1902, з паралельним авторським перекладом англійською).
Помер в 1909 році в Нью-Йорку; а в 1953 його прах було перевезено до Єрусалиму.

## Українські переклади
На українську мову українським поетом Петром Осадчуком перекладено гімн держави Ізраїль (Га-Тіква).

## Вшанування
На торцевій стіні будинку на вул. Князя Мстислава Удатного, 15 у Львові розмістять мурал, присвячений Нафталі Імберу. 
У квітні 2023 року в Золочеві відкрили памʼятну дошку присвячену Нафталі Імберу.
28 квітня 2023 року, до 75-річниці незалежності Ізраїлю, у Львові відкрили мурал "Атіква - Надія" присвячений Нафталі Імберу — поету і автору тексту ізраїльського гімну.